# Sekulits István
Sekulits István (később Szekulics; Dolova, 1810. december 29. - Budapest, 1885. január 8.) magyar honvéd ezredes az 1848–49-es szabadságharcban, hivatalnok.

## Élete
Apja császári királyi főhadnagy volt.
1822-1830 között a bécsújhelyi katonai akadémián végzett. 1830-1848. július 31. között a 62. Turszky gyalogezredben szolgált, majd mint főhadnagy kilépett. 1848. május 18-án alkalmazását kéri az alakuló honvédzászlóaljaknál. Szeptembertől százados volt a Pesten szervezett Zrínyi önkéntes csapatban. Részt vett a Josip Jelačić vezette sereg elleni harcokban. Októbertől őrnagy, a csapatból alakult 35. Zrínyi honvédzászlóalj parancsnoka lett Perczel Mór tábornok drávai hadtesténél. Decembertől már alezredes, a hadtest még felszereletlen csapataiból álló dandárának parancsnoka lett. December második felében a Drávától ő vezette e dandár visszavonulását egészen Ceglédig, ahol 1849. január 7-én visszacsatlakozott Perczel hadtestéhez. Ekkor dandár-, majd hadosztályparancsnok lett a drávai hadtestből Törökszentmiklós térségében alakuló Központi Mozgó Seregnél.
Közreműködött a Perczel tábornok vezette sereg januári ellentámadásában (szolnoki és a ceglédi győzelem). Hadosztályával jelen volt a február 26-27-i kápolnai csatában. A Görgei Artúr tábornok vezette tavaszi hadjáratban a Központi Mozgó Seregből lett II. hadtest egyik hadosztályának parancsnoka volt. Május 12-től ezredes. Részt vett a budai vár ostromában (május 4-21.), majd a Vág menti hadjáratban (június 16-21.). Részt vett a peredi csatában (június 20.), melyet követően Görgei leváltotta Asbóth Lajos ezredest a hadtestparancsnokságból. Mivel azonban a tábornok Sekulits helyett Kászonyi József ezredest nevezte ki a II. hadtest élére, beteget jelentett. Július második felében a hadügyminisztériumhoz osztották be szolgálattételre, melynek személyzetével Világosnál letették a fegyvert.
Aradon 1849. november 5-én halálra, majd november 16-án 18 év várfogságra ítélték. 1850. június 14-én kegyelmet kapott. Később hivatalnok volt az Első Magyar Általános Biztosító Társaságnál. 1867-től a Pest Városi Honvédegylet tagja volt.

## Házassága és leszármazottjai
1851-ben feleségül vette az előkelő nemesi származású barkóci Rosty családból való barkóci Rosty Szidónia (*Pest, Szentistvánváros, 1832. december 7.–†Budapest, 1883. december 21.) kisasszonyt, akinek a szülei barkóci Rosty Vince (1803–1857), táblabíró, ügyvéd, becsületbeli tanácsos és uradalmi tiszttartó Sümegen, valamint Kanicser Terézia (1805–1875) voltak. Az apai nagyszülei ifjabb barkóci Rosty Lajos (1769–1839) cs. kir. kapitány, úttörő a pezsgőkészítésben Magyarországban, és Khelbl Anna (1776–1823) voltak. Sekulits Istvánné Rosty Szidóniának az egyik leánytestvére barkóci Rosty Otília (1829–1874), akinek a férje mikanesdi Mikár Zsigmond (1826–1906), huszárkapitány, az 1848–1849. országos honvédegyletek központi bizottságának főjegyzője volt. Sekulits István és Rosty Szidónia frigyéből született:
- Sekulits Szidónia. Férje: Győrffy Sándor
- Sekulits Ida